# Giovanni Battista Gisleni

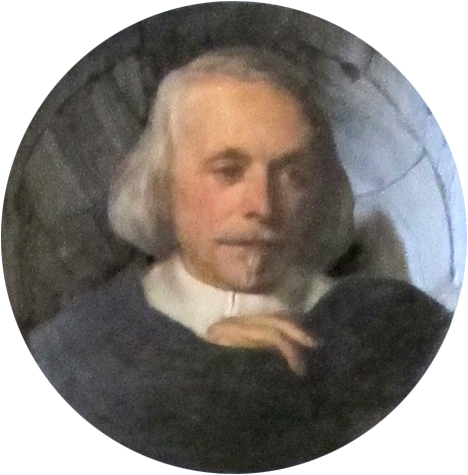
Bildnis des Giovanni Battista Gisleni, Teil seines Grabmals in der römischen Santa Maria del Popolo-Kirche

Giovanni Battista Gisleni (auch: Jan Baptysta oder Jan Chrzciciel sowie Gislenius oder Ghisleni, * 1600 in Rom; † 3. Mai 1672 ebenda) war ein italienischer Architekt des Barocks, Bühnenbildner, Theaterdirektor und Musiker. Er wirkte an den Höfen mehrerer polnischer Könige.

## Leben
Gisleni, gebürtiger Römer, der in seiner Heimatstadt auch starb und beerdigt wurde, diente (vor allem als königlicher Architekt, Theater- und Operndirektor) von 1630 bis 1668 drei polnischen Herrschern aus der Wasa-Dynastie: Sigismund III. Wasa, Władysław IV. Wasa und Johann II. Kasimir. Sein in Form eines Memento mori gestaltetes Grabmal befindet sich in der Kirche Santa Maria del Popolo in Rom. Gisleni wird als Vertreter des reifen römischen Barocks beschrieben.

## Werke (Auswahl)
- Innenausbau des Warschauer Königsschlosses (1637–1642)[4]
- Kirche des Karmelitenklosters in Lemberg (1642)
- Kartäuser-Kloster in Bjarosa im heutigen Belarus (1648)
- Altar der Wawel-Kathedrale in Krakau (etwa 1650)
- Später zerstörtes Warschauer Palais des Karl Ferdinand Wasa (1638–1643)[1]
- Der frühere Jan Leszczyński-Palast anstelle des heutigen Palastes der Regierungskommission für Einkünfte und Finanzen (etwa 1650)
- Maria und Josef-Kirche der Karmeliten in Warschau (1652)
- Umbau der Heiligen Anna-Kirche der Benediktiner an der Warschauer Krakowskie Przedmieście – gemeinsam mit Tito Livio Burattini (1658 bis 1667)
- Neubau des „Res Sacra Miser“-Gebäudes anstelle des abgebrannten Kazanowski-Palastes (1663)[5]
- Wasa-Obelisk in Wyszków
- Erweiterung des Schlossgebäudes im Kloster von Płock
- Altar der Kathedrale von Chełmża[3]